# Conrad Lant
Conrad Thomas Lant, más conocido como Cronos (Londres, Inglaterra; el 15 de enero de 1963), es el bajista y vocalista de la banda de heavy metal Venom. Su pseudónimo lo tomó de un titán de la mitología griega.
En 1989 inició su carrera solista, pero debido al escaso éxito de la misma regresó a Venom en 1995, permaneciendo hasta la actualidad y siendo el único miembro original de la banda. Su hermano Anthony Lant, más conocido como Antton, fue batería de Venom hasta 2009.

## Discografía

### Venom
- 1981: Welcome to Hell
- 1982: Black Metal
- 1983: At War with Satan
- 1985: Possessed
- 1986: Singles 80-86
- 1987: Calm Before The Storm
- 1997: Cast in Stone
- 2000: Resurrection
- 2006: Metal Black
- 2008: Hell
- 2011: Fallen Angels
- 2015: From the very depths
- 2017: Black Mass
- 2018: Storm The Gates

### Solista
- 1990: Dancing in the Fire
- 1991: Rock n' Roll Disease
- 1995: Venom
- 2006: Hell to the Unknown

### Otros proyectos
- 1996: Dusk... and Her Embrace - Cradle of Filth - Voz en "Haunted Shores"
- 2004: Probot - Probot - voz y bajo en "Centuries of Sin"
- 2005. Chapter V: Unbent, Unbowed, Unbroken - HammerFall - voz en "Knights of the 21st Century"